# Evangelische Kirche (Höchheim)

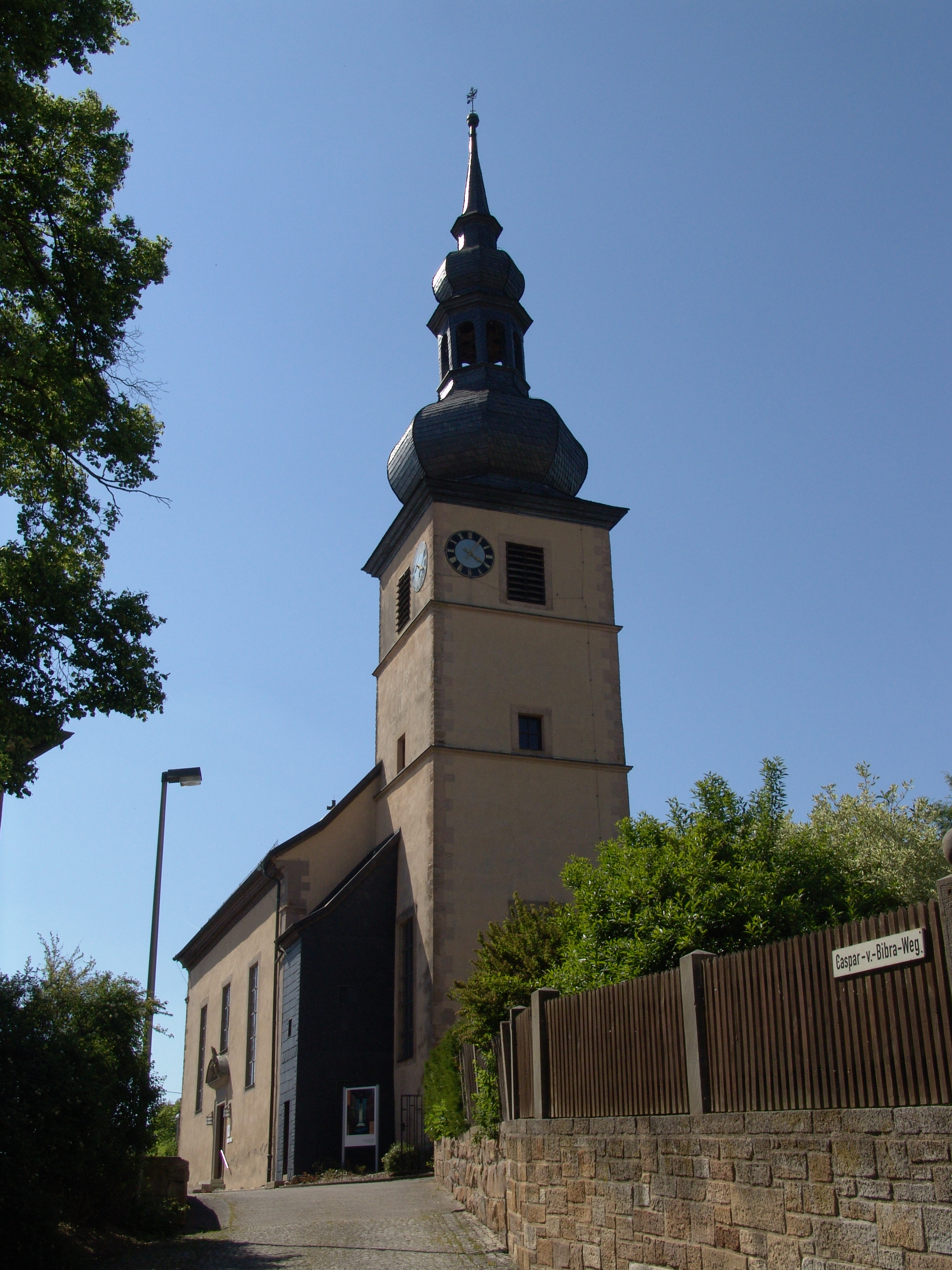
Die Kirche in Höchheim

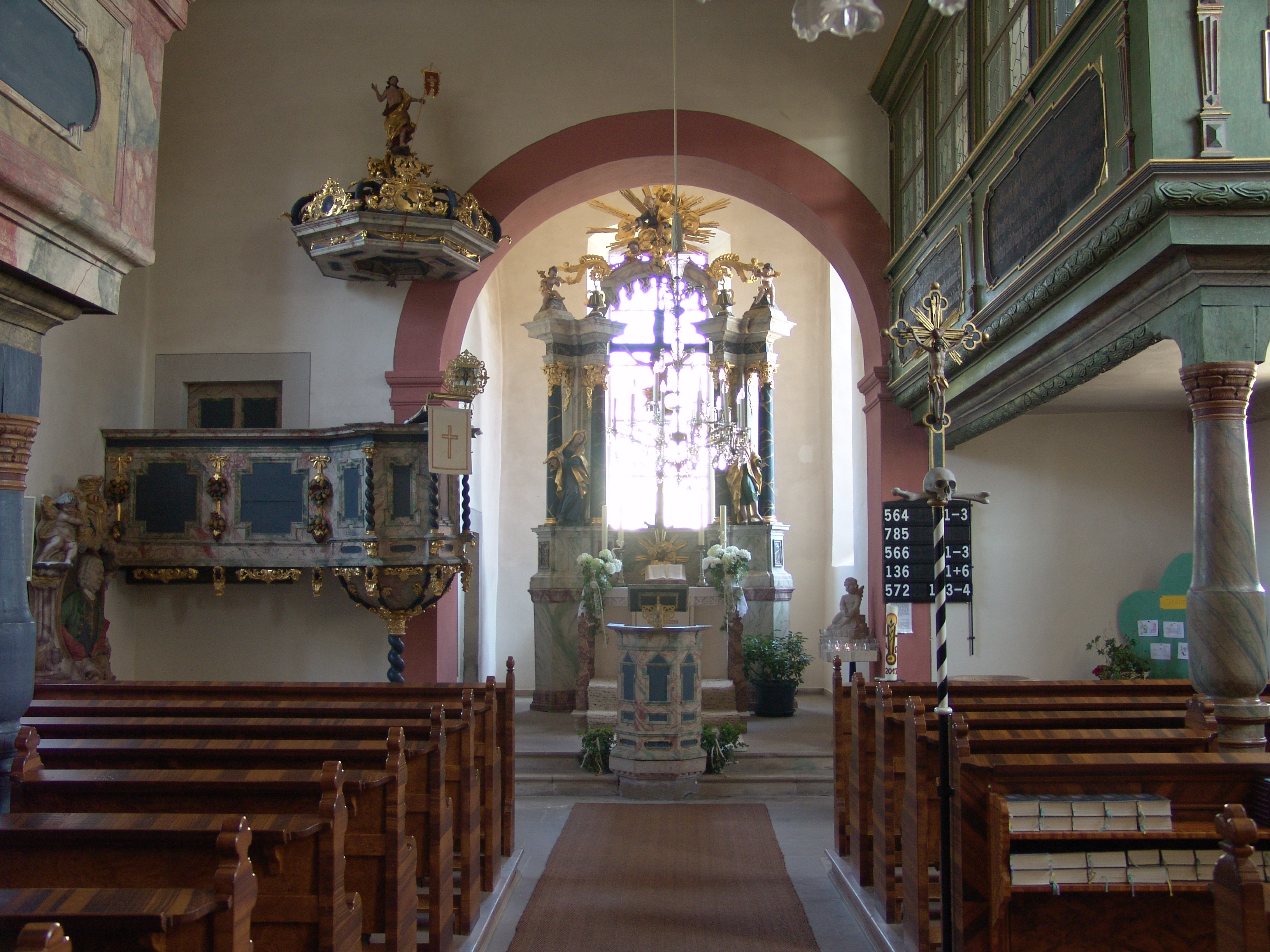
Inneres der Kirche

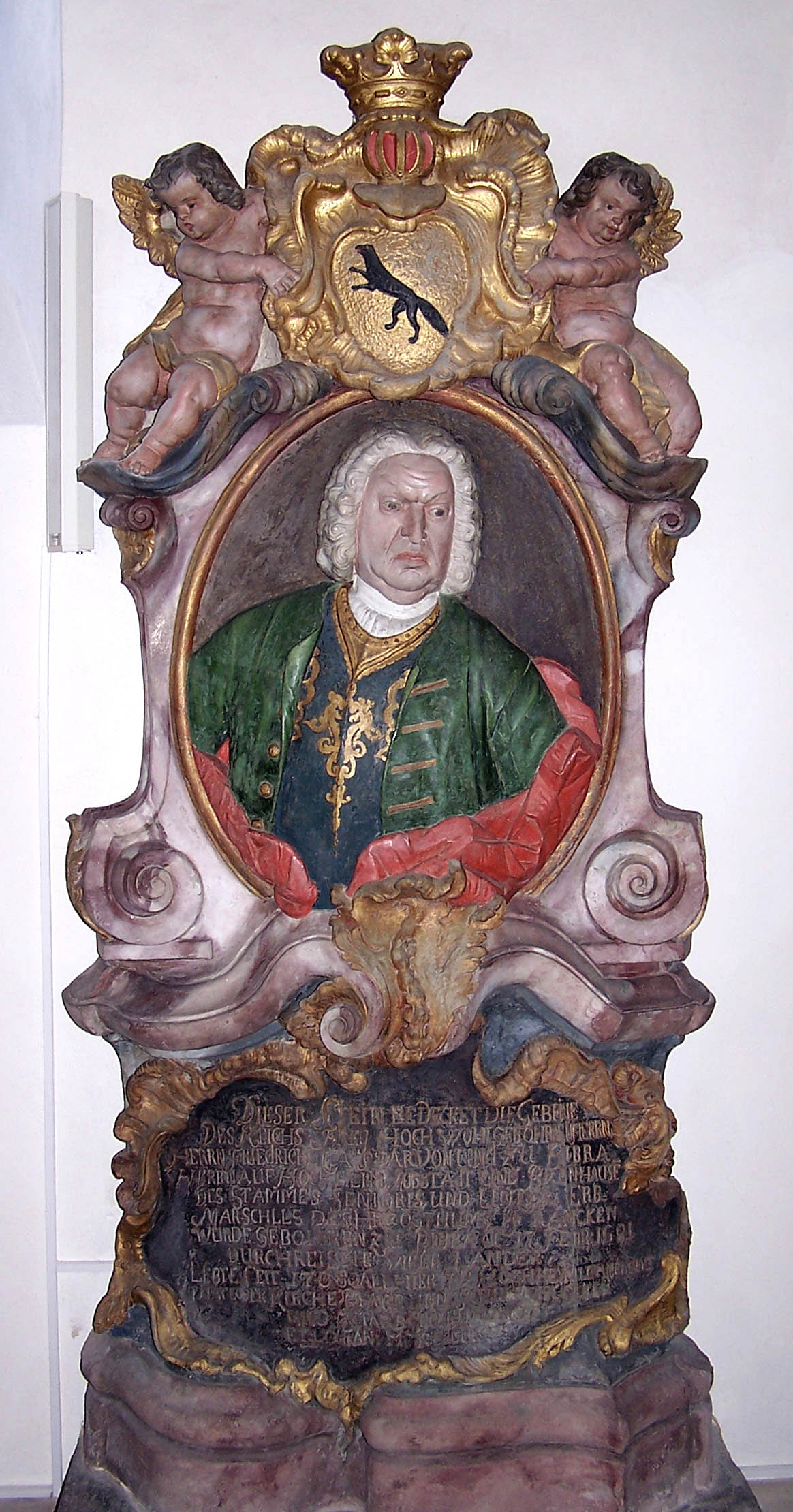
Grabdenkmal für Friedrich Caspar von Bibra († 1753)

Die evangelisch-lutherische Pfarrkirche von Höchheim ist eine Dorfkirche. Die Kirche gehört zu den Baudenkmälern von Höchheim und ist zusammen mit der Kirchhofmauer unter der Nummer D-6-73-134-1 in der Bayerischen Denkmalliste registriert. Höchheim ist ein Teil der Pfarrei Höchheim–Irmelshausen–Rothausen im Dekanat Bad Neustadt an der Saale.

## Geschichte
Die Reformation dürfte in Höchheim – wie in Irmelshausen – um das Jahr 1540 von den Herren von Bibra eingeführt worden sein. Die Kirche wurde im Jahr 1714 erbaut. Zumindest ein früherer Kirchenbau ist zu vermuten.

## Beschreibung
Das Langhaus mit muldenförmiger Decke hat drei Fensterachsen. Der östliche Chorturm hat rechteckige Schallfenster und eine Zwiebelhaube mit Laterne. Der Chor im Untergeschoss des Kirchturms besitzt drei Fenster und ein Tonnengewölbe. Die Fenster der Kirche sind Segmentbögen.

## Ausstattung
Am Altar, der um das Jahr 1750 geschaffen wurde, befindet sich eine Kreuzigungsgruppe. Links neben dem Chorbogen steht die zur Bauzeit entstandene Kanzel auf einer gedrehten Säule, rechts daneben an der südlichen Langhauswand die Herrschaftsempore. Die Empore für das Volk erstreckt sich an der westlichen und nördlichen Langhauswand. Auf ihr steht die Orgel. Der Taufstein trägt die Jahreszahl 1586. Die Kirche enthält ein Grabdenkmal für Friedrich Caspar von Bibra († 1753). Die Decke des Langhauses ist stuckiert.